# 하프라이프: 알릭스
하프라이프: 알릭스(Half-Life: Alyx)는 밸브 코퍼레이션에서 개발하고 배급한 가상현실(VR) 1인칭 슈팅 게임이다. 배경은 하프라이프와 하프라이프 2 사이이며, 플레이어들은 알릭스 밴스로 플레이하며 콤바인의 초강력 무기를 탈취해야 한다. 플레이어들은 VR로 상호 작용을 하며, "중력 장갑"으로 물체를 조종할 수 있다.
2007년 출시한 하프라이프 2: 에피소드 2 이후로 하프라이프 시리즈의 개발이 중단되자, 밸브는 VR를 이용해 게임을 제작한다. 밸브는 하프라이프 시리즈가 VR 게임에 가장 잘 어울린다는 것을 알아냈다. 알릭스는 밸브의 새로운 소스 2 엔진을 사용하여 밸브 역사상 가장 큰 개발 팀이 개발하였다.
알릭스는 2020년 3월 윈도우로 출시하였고 2020년 5월에는 리눅스로 출시되었다.

## 게임 플레이
하프라이프: 알릭스는 밸브 인덱스, HTC 바이브, 오큘러스 리프트, 오큘러스 퀘스트 등 스팀 VR와 호환되는 VR 헤드셋으로 플레이할 수 있다. 밸브는 게임이 VR로 설계되었기 때문에, VR가 아닌 기기로 이식할 계획이 없다고 발표하였다. 또 하프라이프: 알릭스는 스팀 창작마당을 이용한 유저 모드도 지원한다.

VR 관점의 손과 사용자 인터페이스를 보여주는 스크린 샷

플레이어들은 알릭스 밴스를 조종하여 그녀의 아버지 일라이 밴스 등과 함께 지구를 정복한 외계 제국인 콤바인과 싸워야 한다. 디자이너 David Speyrer는 하프라이프: 알릭스가 외전(스핀오프)가 아닌 하프라이프 시리즈의 다음 작품이라고 설명하였다. 플레이어는 VR을 사용하여 보급품을 얻고, 인터페이스를 사용하고, 물건을 던지고, 전투에 참여한다. 하프라이프 2의 중력건과 같이 중력 장갑은 중력을 조작하도록 한다. 탐험, 퍼즐, 전투 등 전통적인 하프라이프 시리즈의 요소도 들어간다. 밸브는 모든 플레이어들이 한 손으로 상호작용을 하고 다른 한 손으로 전투를 할 수 있게 하고 싶었기에, 모든 무기는 한 손으로 조작이 가능하다. 게임은 기본적으로 1인칭 슈팅 게임이지만, 서바이벌 호러의 요소들도 있는데, 대부분의 게임보다 체력과 탄약이 부족하고 갑자기 튀어나오는 적들이 있기 때문이다.

## 줄거리
하프라이프: 알릭스는 하프라이프 2에서 5년 전의 이야기를 다루고 있다. 블랙 메사 연구소에서 일어난 대공명 현상에 의해, 외계 연합 콤바인이 지구를 점령하고 지구에 경찰 국가를 세웠다. 알릭스 밴스와 그의 아버지 일라이 밴스는 인류 저항군의 일원으로, 콤바인의 자원을 훔치고 있다. 그들이 콤바인에게 잡힌 후, 일라이 밴스의 동료인 러셀은 알릭스를 구출하고 일라이 밴스가 노바 프로스펙트에서 뇌 고문을 받을 것이라고 경고한다. 일라이를 노바 프로스펙트로 데려가는 열차를 멈추고 일라이를 구출하기 위해, Xen 포자에 감염되어서 격리된 곳을 지나가야만 했다. 그녀는 일라이를 구출하러 가는 길에 게리라고 불리는 보르티곤트에게 일라이는 죽을 것이라고 듣는다.
격리 구간에서 알릭스는 일라이를 수송하고 있는 열차를 탈선시키고, 게리는 일라이를 구출한다. 일라이가 열차에 있던 동안, 콤바인이 슈퍼 무기를 거대 볼트에 넣었다고 들었다. 그는 알릭스에게 그 볼트에서 무기를 탈취하라고 한다. 알릭스는 격리 구역 안에서 여러 외계인들과 콤바인 병사들과 싸우게 된다. 그녀는 볼트를 공중부양시키는 장치를 끄고, 그 장치에 감금되어 있는 보르티곤트들을 구출해 낸다. 그 보르티곤트들은 자신들이 볼트를 공중부양시키는 장치를 파괴하겠다고 한다.
일라이는 알릭스에게 연락하고 그에게 볼트에는 슈퍼무기가 있는 것이 아니라 무언가를 가두기 위한 감옥이라고 한다. 볼트 근처에서 한 콤바인 간부가 감옥에 갇혀 있는 것은 대공명 사건에서 살아남았다고 언급한다. 일라이와 알릭스는 생존자가 고든 프리맨인 것으로 추측하고 볼트를 추락시킨다.
그러나 볼트 안에 있던 것은 고든 프리맨이 아니라, G맨이었다. G맨은 알릭스에게 보상을 해주겠다고 한다. 알릭스는 G맨에게 콤바인을 지구에서 내쫓아 달라고 말하지만, G맨은 그것이 자신의 고용주들에게 이익이 되지 않는다며 거부하였다. 그는 대신 하프라이프 2의 엔딩으로 시간을 이동시키고, 일라이 밴스를 죽인 콤바인 조언자를 죽여 일라이를 살릴 수 있게 한다. 알릭스는 콤바인 조언자를 죽이고, G맨은 고든 프리맨은 자신의 임무를 수행하는 데 적극적이지 않았기 때문에 대체자를 찾고 있었는데, 알릭스가 그 조건에 부합하였고 대신 알릭스를 고용한다. G맨은 알릭스를 정지장에 가둔다.
이후 시점은 하프라이프 2 에피소드 2의 엔딩 시점의 고든 프리맨으로 바뀐다. 일라이는 살아있지만, 알릭스는 없어졌다. 일라이는 곧 알릭스에게 일어난 일을 눈치채고, G맨을 죽이겠다고 하며 고든에게 쇠지렛대를 건낸다.

## 배경
이전의 하프라이프 게임인 하프라이프 2: 에피소드 2는 클리프행어로 끝난다. 2008년 출시로 예정된 하프라이프 2: 에피소드 3는 개발자들이 게임 개발에 부담감을 느껴서 연기되었다. 밸브는 새 하프라이프 시리즈 작품을 개발하려고 했지만, 밸브는 결국 개발을 포기하였다.
밸브는 먼저 만들고 있던 새 비디오 게임 엔진, 소스 2를 완성하기로 한다. 이는 기존의 소스 엔진의 문제점들을 해결하려고 개발한 엔진이다. 2016부터 2017년까지 하프라이프 시리즈의 작가인 마크 레이드로우, 에릭 울파우, 제이 핑커튼과 쳇 팔리셰크는 밸브에서 퇴임하였다.  저널리스트들은 이를 새 하프라이프 시리즈의 작품이 개발되지 않는다는 것으로 생각하였다.
2015년 밸브는 HTC와 협업하여 새 VR 기기인 HTC 바이브를 개발하였다. 게이브 뉴얼은 밸브가 닌텐도처럼 되기 위해 하드웨어도 개발하였다. 이는 밸브가 슈퍼 마리오 64와 같은 혁신적인 게임을 개발하는데 도움이 되었다. 밸브는 VR를 실험하고, 2016년 더 랩을 출시하였다. 밸브는 많은 플레이어들이 더 거창한 VR AAA게임을 원하는 것을 인식하고, VR 게임의 개발 방법을 모색하였다.  프로젝트 리더 로빈 워커는 1993년 출시된 게임 둠 1처럼 VR 킬러 애플리케이션을 개발하길 바랐다.
밸브는 여러 개의 프로토타입을 개발하였고, 3개의 VR 프로젝트를 2017년까지 개발중이였다. 밸브는 포탈 시리즈가 VR 기기에 부적합하다는 것을 알아냈고, 하프라이프 시리즈를 VR로 개발하려고 하였다.

## 개발

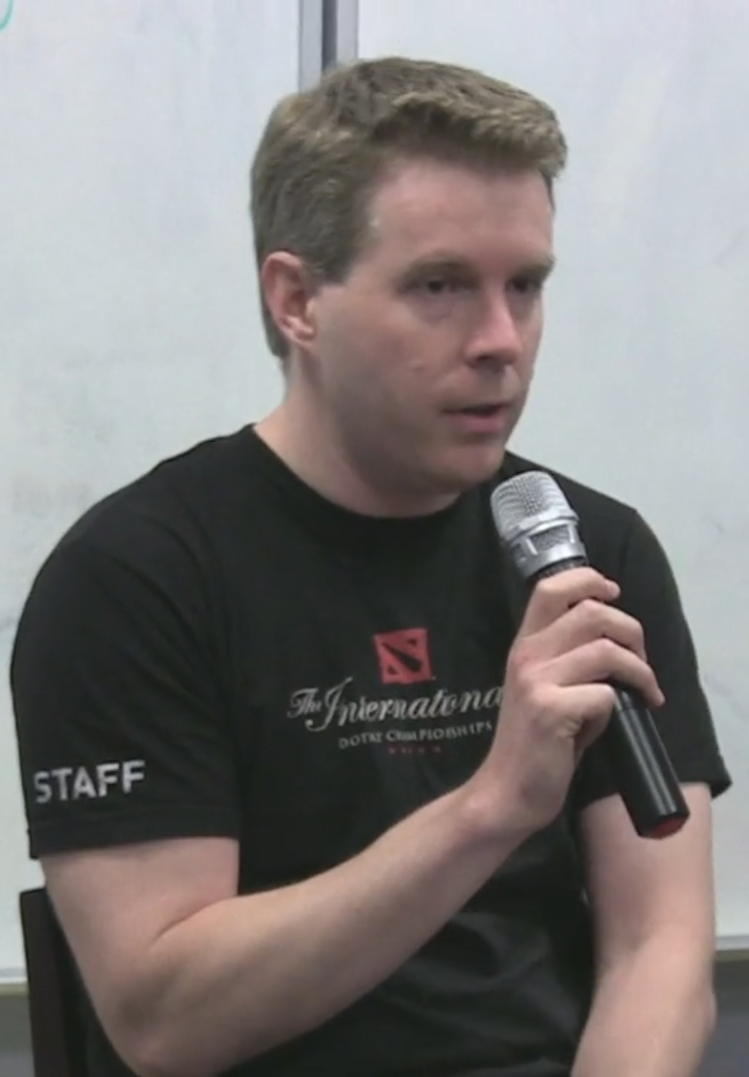
하프라이프: 알릭스의 프로젝트 리더 로빈 워커(2013년 찍힌 사진)

2016년 2월쯤 밸브는 하프라이프: 알릭스의 개발을 시작하였다. 약 80여 명으로 구성된 개발팀은 밸브 역사상 가장 큰 개발팀이였으며, 2018년 밸브가 인수한 게임 스튜디오 캄포 산토도 개발에 참여하였다. 밸브가 그동안 새로운 게임을 만드는 데 지속적으로 실패하였기에, 일부 직원들은 VR로 새로운 작품을 만드는 데 회의적이였다. 2018년 말 밸브는 게임의 플레이테스트를 시작하였고 비록 완성되진 않았지만 VR가 옳은 선택이였다는 것을 증명하였다.
밸브는 하프라이프 2의 에셋을 사용하여 프로토타입을 개발하였고, VR에 잘 맞는 게임플레이 시스템을 개발하였다. 밸브는 하프라이프 시리즈의 시스템이 VR에 굉장히 알맞았다는 것을 발견하였다. Walker에 따르면, "이 모든 것이 역학 디자인, 레벨 디자인, 페이싱, 심지어 탄약 픽업 빈도 및 전투 튜닝과 같은 것까지 모든 측면으로 나선다."
밸브는 게임이 VR로만 작동할 것을 확실하게 못박아 두었기에 비 VR 기기로 작동이 불가하게 하였다. 밸브는 많은 팬들이 게임을 비VR 기기로 작동되게 할 것을 원한다고 예상하였고, 이게 몇몇 개발진을 방해했지만, 워커는 이게 VR를 선택한 좋은 이유가 될 것이라고 생각하였다.
코로나19 범유행으로 인해 개발의 마지막 주들에는 원격으로 진행되었다.

### 움직임
VR 멀미를 문제를 없애기 위해서 밸브는 여러 가지 움직임 옵션을 제공하였다. 밸브는 VR 게임 Budget Cuts에서 영감을 얻어 순간 이동을 하게 하였다. 밸브는 순간 이동이 플레이에 방해될 것으로 예상하였지만, 플레이어들은 순간이동에 쉽게 익숙해졌다.
플레이어들이 레벨을 빨리 건너뛰는 것을 방지하기 위해 밸브는 사용자들의 주의를 돌리는 물건들을 추가하였다. 키가 큰 플레이어들이 공간을 쭈그려서 지나갈 때의 불편함을 해결하기 위해 표준 체형을 만들어 플레이어들이 쉽게 텔레포트를 할 수 있도록 하였다.

### 전투
하프라이프 시리즈의 상징인 쇠지렛대(빠루)는 작중에서 등장하지 않았다. 밸브는 백병전을 VR 게임에서 구현하는 것이 불가능하다고 생각하였다. 또한, 쇠지렛대는 알릭스 밴스가 아닌 고든 프리맨의 상징이였다. 밸브는 알릭스에게 새 이미지를 부여하고 싶었기 때문에 쇠지렛대를 게임 내에서 제거하였다. 제거된 다른 무기 컨셉들은 지뢰, 새총, 방패, 로켓 런처 등이 있다.
VR 게임에서 플레이어들은 평범한 FPS 게임보다 사실적으로 움직이기에, 밸브는 적들의 능력치를 조정하여 게임을 공정하고 신나게 만드려고 하였다. 기존의 하프라이프 2에 등장하던 적들인 패스트 해드크랩과 패스트 좀비들은 너무 무섭기 때문에 제거되었다.

### 사운드 트랙
포탈 2와 팀 포트리스 2의 작곡가 마이크 모라스키는 이전의 하프라이프 시리즈 작곡가 켈리 배일리와 함께 알릭스의 OST를 작곡하였다.

### 성우
본래 알릭스의 성우였던 멀 댄드리지는 더 어린 목소리가 필요하다는 이유로 오지오마 아키가로 교체되었다.
일라이 밴스의 원래 성우였던 로버트 기욤이 2017년 사망하였기에 성우가 제임스 모세스 블랙으로 교체되었다. 러셀의 성우는 리스 다비가 하였다. 기존 성우들로는 토니 토드가 보르티곤트들, 마이크 샤피로가 G맨, 그리고 엘런 매클레인이 콤바인 감시인 역할을 맡았다.

### 스토리
전 하프라이프 시리즈 작가 에릭 울파우와 제이 핑커튼은 알릭스 제작 참여를 거부하였다. 대신 밸브는 롭 예스콤브를 새 스토리 작가로 영입시켰다. 예스콤브의 스토리는 이전의 하프라이프 시리즈의 스토리보다 훨씬 어두웠다. 적은 한이라는 콤바인 간부였고, 한 엔딩에서는 알릭스가 한을 죽인다. 예스콤베는 또한 G맨과 알릭스가 시간을 거슬러 고든이 대공명 현상을 일으키는 것을 막는 엔딩을 만드려고 하였다.
2018년 진행된 플레이테스트에서 사원들은 이 스토리가 밸브 게임들 중에서 평점이 가장 좋지 않았다. 모라스키는 이것을 잭 스나이더의 슈퍼히어로 영화 같다고 표현하였다.
밸브는 알릭스를 2019년 출시하려고 했지만, 스토리 문제 때문에 연기하였다. 그들은 에릭 울파우와 핑커튼을 스토리 작가로 재영입시켰고, 게임플레이는 유지하되 스토리는 바꾸었다.
알릭스와 G맨이 시간 여행을 해 일라이를 구출하여 타임 패러독스를 일으킨다는 아이디어는 캐릭터 디자이너 짐 머레이가 생각하였다.
이전의 밸브 게임들은 과묵한 주인공을 사용하였지만, 알릭스가 말하는 게 스토리텔링에 도움이 된다고 생각하였다.

## 프로모션 및 출시
밸브는 알릭스를 2019년 11월에 발표하였다.  게임은 밸브 인덱스를 가지고 있는 사람들에겐 무료였다.
밸브는 게임을 홍보하기 위해 밸브는 2020년 2월부터 출시 일자인 2020년 3월 23일까지 이전의 하프라이프 게임들을 전부 무료로 하였다. 밸브는 리눅스 버전을 2020년 5월 15일에 출시하였고, 벌칸 렌더링 지원이 리눅스와 윈도우에서 가능하게 되었다.

## 평가
리뷰 애그리게이터 메타크리틱에 따르면 알릭스는 "전반적인 극찬"을 받았다고 한다. VG247, 탐스 하드웨어와 게이머 네트워크등은 이 게임은 VR 게임계의 킬러 애플리케이션이라고 찬사하였다.
발표 예고편은 출시 후 첫 24 시간 동안 1,000만 회 이상 시청되었다. 대부분의 팬들이 신나했지만 일부는 게임이 VR로만 제공된다는 점에 실망하였다.
비즈니스 인사이더의 케빈 웹은 알릭스가 게이머들을 유치하려고 고군분투하던 VR 게임업계에 신선한 관심을 불러일으킬 수 있다고 하였다. 이 게임은 또한 Easy Alies에서 올해의 게임상과 최고의 게임 디자인 상을 수상하였다. 폴리곤의 Ben Kuchera는 알릭스가 VR를 사용하여 기존의 FPS 시스템을 변형한 방법에 대해 평론하였다. 예를 들어, 전통적인 FPS 게임들의 재정전 방식은 VR에서 더 재밌었다고 하였다.
2021년 영국 아카데미 게임상에서 하프라이프: 알릭스는 최고의 게임, 게임 방향성, 최고의 오디오와 예술성에 관해 수상하였다.

### 매상
출시 첫날 43,000의 플레이어들이 접속하였. 애널리스트 다니엘 아흐마드는 이것이 VR 게임치고는 성공적인 시작이였지만, VR 게임이기 때문에 플레이어 수가 적다는 점을 지적하였다. 밸브의 그랙 쿠머는 밸브가 많은 플레이어들이 게임을 플레이하지 않을 것이지만, 현재는 적다고 하였다. 게이브 뉴얼은 향후 투자로 더 많은 플레이어들을 유치하겠다고 밝혔다.
밸브 인덱스 헤드셋, 컨트롤러와 베이스 스테이션은 미국, 캐나다와 유럽에서 게임 발표 후 일주일 이내에 전부 매진되었다고 한다. 2020년 1월 중반까지 밸브 인덱스는 31개국에서 전부 매진되었다. 슈퍼데이터에 따르면, 밸브는 103,000 인덱스 기기들을 2019년 4분기에 알릭스 발표로 판매하였고, 4분기에 가장 많이 팔린 VR 기기라고 하였다. 밸브는 Alyx 출시 시점에 맞춰 여러 인덱스 사전 주문을 공급할 것으로 예상했지만, 중국 우한시에서 발생한 코로나19 범유행으로 인해 공급에 차질이 생겼다.